# John Gully

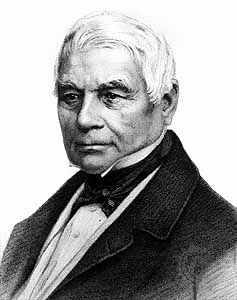
John Gully

John Gully (* 21. August 1783 in Gloucester, England; † 9. März 1863 in Durham, England) war ein britischer Boxer der Bare-knuckle-Ära, Rennpferde-Besitzer und Politiker, der von 1832 to 1837 für den Wahlkreis Pontefract im House of Commons saß.
Im Jahre 2011 fand Gully Aufnahme in die International Boxing Hall of Fame. 1846 gewann seine Stute Mendicant die 1000 Guineas, 1854 gewann The Hermit die 2000 Guineas. 